# گمینا رازمین
گمینا رازمین (به لهستانی:  Gmina Radzymin) یک گمینا در لهستان است که در شهرستان وووومین واقع شده‌است. گمینا رازمین ۱۳۰٫۹۳ کیلومتر مربع مساحت و ۲۴٬۵۴۸ نفر جمعیت دارد.